# Бруно Платтер
Бру́но Пла́ттер (нім. Bruno Platter; 21 березня 1944) — італійський римо-католицький абат німецького походження. Великий магістр Тевтонського ордену (з 2000).

## Біографія
Народився в Реноні, Південний Тіроль, Італія. 12 вересня 1946 року вступив до Тевтонського Ордену. 15 вересня 1969 року склав остаточні чернечі обітниці. 29 червня 1970 року прийняв таїнство священства. Пріор Орденської церкви в Больцано. Доктор теології (1973). Ректор Церкви святого Юрія в Больцано (1974—2000), економ орденської провінції Південний Тіроль. 25 серпня 2000 року обраний 65-м великим магістром Ордену на зборах орденського капітулу в Лані, Італія. 29 жовтня того ж року отримав висвячення на абатство від больцанського єпископа Вільгельма Еггера. 24 серпня 2006 року переобраний на посаду великого магістра на зборах орденського капітулу в Відні, Австрія. В червні 2006 року відвідав з офіційним візитом Марієнбурзький замок в Мальборку, Польща; служив службу в замковій Церкві святої Марії. В липні 2010 року був почесним гостем президента Польщі Броніслава Коморовського на святкуванні 600-річниці з нагоди Грюнвальдської битви. 1 серпня того ж року освятив крипту великих магістрів ордену в Церкві святого Іоанна Євангелиста у Квідзині, Польща. 23 серпня 2012 року втретє переобраний великим магістром.

## Праці
- Докторська дисертація: Die Begründung des Mischehenverbotes: eine theologie- und rechtsgeschichtliche Untersuchung («Підстави заборони змішаних шлюбів: теологічне й юридичноісторичне дослідження», 1973, Інсбруцький університет)